# Cynanchum unguiculatum
Cynanchum unguiculatum är en oleanderväxtart som beskrevs av Hipólito Ruiz López, Amp; Pav. och Nathaniel Lord Britton. Cynanchum unguiculatum ingår i släktet Cynanchum och familjen oleanderväxter. Inga underarter finns listade i Catalogue of Life.